# Маслаков, Юрий Александрович
Юрий Александрович Маслаков (5 апреля 1957, Новошахтинск, Ростовская область, РСФСР, СССР) — российский футболист и игрок в мини-футбол. Более всего известен выступлениями за московскую «Дину» и сборные СССР, СНГ и России по мини-футболу.

## Биография
Начал играть в футбол в «Шахтёре» (Новошахтинск), первый тренер — А. Г. Маслаков. На протяжении многих лет играл в низших лигах. В 1991 году он оказался в алданском мини-футбольном «Металлурге», с которым выиграл серебро первого чемпионата СССР по мини-футболу. Своим выступлением он обратил на себя внимание руководства московской «Дины», формировавшего суперклуб. Два года Юрий выступал в его составе, за которые дважды стал чемпионом страны и один раз выиграл кубок России по мини-футболу
Юрий Маслаков принял участие во всех 11 матчах в истории сборных СССР и СНГ по мини-футболу, отличившись в них 5 раз. А в составе сборной России он принял участие в шести матчах, в том числе во всех трёх матчах сборной на чемпионате мира 1992 года.
Покинув «Дину», Маслаков провёл два сезона в «Чертаново», после чего на высоком уровне больше не играл.

## Достижения
- Чемпион СНГ по мини-футболу 1992
- Чемпион России по мини-футболу 1992/93
- Обладатель Кубка России по мини-футболу 1992